# Ptoliporto
Nella mitologia greca, Ptoliporto (in greco antico: Πτολίπορθος?, Ptolíporthos, «distruttore di città») è un figlio di Telemaco e Nausicaa.

## Il mito
Telemaco abbandonò Itaca per recarsi in terra dei Feaci, dove regnava il vecchio re Alcinoo, sposò sua figlia Nausicaa e da lei ebbe Ptoliporto. Secondo la tradizione venne così chiamato dal nonno Ulisse, che era ancora in vita al tempo della sua nascita. In effetti l'epiteto di «distruttore di rocche» è attribuito a più riprese a Ulisse nei poemi omerici.

### Pareri secondari
Alcuni gli attribuiscono il nome Persepoli.
Altre tradizioni ritengono che Ptoliporto e Persepoli siano due fratelli nati, appunto, dall'unione di Telemaco e di Nausicaa (o di Policasta, figlia di Nestore).
Talvolta questo personaggio tende ad essere confuso col figlio secondogenito di Ulisse e Penelope, chiamato però Poliporte.